# Karminmyzomela
Karminmyzomela (Myzomela erythrina) är en fågelart i familjen honungsfåglar inom ordningen tättingar.

## Utbredning och systematik
Fågeln förekommer i Bismarckarkipelagen och delas in i fyra underarter med följande utbredning.
- M. e. erythrina – New Ireland
- M. e. lavongai – New Hanover
- M. e. vinacea– ön Djaul utanför nordvästra New Ireland
- M. e. cantans – ön Tabar i Tabaröarna utanför nordöstra New Ireland

Fågeln kategoriserades tidigare som del av röd myzomela (Myzomela cruentata), men urskiljs sedan 2016 som egen art av Birdlife International och IUCN, sedan 2021 även av tongivande International Ornithological Congress (IOC).

## Status
Trots det begränsade utbredningsområdet och att den tros minska i antal anses beståndet vara livskraftigt av internationella naturvårdsunionen IUCN.